# Miloslav Landa
Miloslav Landa (* 4. dubna 1938) je bývalý český fotbalista, obránce.

## Fotbalová kariéra
V československé lize hrál za TJ SU Teplice. Nastoupil v 10 ligových utkáních a dal 1 gól. Po odchodu z Teplic hrál za Kovostroj Děčín.

## Ligová bilance
| Ročník                                   | Zápasy | Góly | Klub       |
| ---------------------------------------- | ------ | ---- | ---------- |
| 1. československá fotbalová liga 1966/67 | 10     | 1    | SU Teplice |
| CELKEM                                   | 10     | 1    |            |